# Athetis banghaasi
Athetis banghaasi là một loài bướm đêm trong họ Noctuidae.